# Tommaso Maria Zigliara
Tommaso Maria Zigliara (Bonifacio, 29 ottobre 1833 – Roma, 10 maggio 1893) è stato un cardinale, teologo e filosofo francese.

## Biografia
Nacque a Bonifacio, in Corsica, il 29 ottobre 1833. Compì i primi studi classici nella sua città natale sotto la guida del gesuita Aloisio Piras. A 18 anni entrò nell'ordine domenicano, e nel 1852 fece la sua professione religiosa.
Studiò filosofia a Roma e teologia a Perugia, dove, il 17 maggio 1856, fu ordinato presbitero dall'arcivescovo Vincenzo Gioacchino Raffaele Luigi Pecci (futuro papa Leone XIII). Ben presto il giovane prete venne mandato ad insegnare filosofia, dapprima a Roma, poi a Corbara nella nativa Corsica, quindi nel seminario diocesano di Viterbo (contemporaneamente era anche maestro dei novizi nel vicino convento di Gradi).
In seguito, venne chiamato a Roma e, dichiarato maestro in teologia, fu nominato professore al Collegio di San Tommaso al convento romano di Santa Maria sopra Minerva la futura Pontificia Università San Tommaso d'Aquino, Angelicum. Quando, nel 1873, il governo italiano confiscò il convento, Zigliara, assieme ad altri professori e studenti, si spostò nel Collegio Francese di Roma, dove poté proseguire l'insegnamento.
Nel frattempo la fama della sua dottrina si diffondeva; tra Zigliara e il cardinale Pecci esisteva da tempo una stretta amicizia, perciò, quando quest'ultimo divenne papa nel 1878, nel suo primo concistoro lo elevò al rango di cardinale (12 maggio 1879) e fino alla nomina del cardinale Guglielmo Sanfelice d'Acquavella è stato il porporato italiano più giovane. Zigliara venne dapprima annoverato nel numero dei cardinali-diaconi, quindi divenne cardinale-prete; nel 1893 venne infine nominato vescovo di Frascati, una delle sette sedi suburbicarie, ma, a causa della malattia che l'avrebbe portato alla morte il 10 maggio di quello stesso anno, non ricevette mai l'ordinazione episcopale.
Contribuisce alla stesura dell'enciclica Aeterni Patris nel 1879 e della Rerum Novarum nel 1891.

## Opere
Zigliara fu membro di sette Congregazioni Romane, nonché prefetto della Congregazione degli Studi e co-presidente dell'Accademia di San Tommaso d'Aquino.
Uomo di profonda cultura, curò l'edizione leonina delle opere di San Tommaso d'Aquino, scrivendo il commento al primo volume. Tra le sue opere la Propaedeutica ad Sacram Theologiam e un trattato sui sacramenti, di cui fece in tempo a revisionare prima della sua morte solo le parti su battesimo e penitenza. Il lavoro maggiore di Zigliara è la Summa Philosophica, tuttora circolante e per molti anni adottata come libro di testo in parecchi seminari in Europa, Canada e Stati Uniti. Altre opere sono:
- Osservazioni su alcune interpretazioni di G.C. Ubaghs sull'ideologia di San Tommaso d'Aquino (Viterbo, 1870)
- Della luce intellettuale e dell'ontologismo secondo la dottrina di S. Bonaventura e Tommaso d'Aquino (2 voll., Roma, 1874)
- De mente Concilii Viennensis in definiendo dogmate unionis animae humanae cum corpore (1878)
- Commentaria S. Thomae in Aristotelis libros Peri Hermeneias et Posteriorum analyticorum, in fol. vol. I nuova ed. Opp. S. Thomae: (Roma, 1882)
- Saggio sui principi del tradizionalismo
- Dimittatur e la spiegazione datane dalla S. Congregazione dell'Indice.

Con i suoi insegnamenti e i suoi scritti, fu uno degli esponenti principali della ripresa della filosofia tomistica nella Chiesa durante il pontificato di Leone XIII, sebbene lo studio di essa, soprattutto all'interno dell'ordine domenicano da cui Zigliara proveniva, non fosse mai venuto meno del tutto.